# Ronneby
Ronneby je grad i središte istoimene općine u švedskoj županiji Blekinge. 

## Zemljopis
Grad se nalazi u južnoj Švedskoj na rijeci Ronnebyån, dvadesetak km sjeverno od Baltičkog mora .

## Stanovništvo
Prema podacima o broju stanovnika iz 2005. godine u gradu živi 11.767 stanovnika.

## Vanjske poveznice
- Službene stranice grada

### Ostali projekti
|  | Zajednički poslužitelj ima još gradiva o temi Ronneby |